# 宏伯特
宏伯特，即希瓦康第達的宏伯特，或譯洪伯特、亨拜（Humbert of Silva Candida）是十一世紀時教宗良九世派往君士坦丁堡的特使，時任樞機。
生卒年約為公元1000年－1061年。精通希臘文的宏伯特是本篤會的修士與傳教士，忠貞擁戴教宗應享有普世的教會管轄權。

## 背景及理念
懷有積極改革教會的熱心，被良九世延攬到羅馬，成為教廷內閣成員。
宏伯特與教宗良九世關係密切。良九世繼任時，在羅馬擔任主任聖職的人盡是羅馬人，也是從前操縱教權的貴族同黨人。良九世便從西方基督教界聘些熱心改革教會的人在羅馬擔任高級聖職，其中特別有三位人物：一位就是宏伯特；另一位是「白人休哥」；最後一位便是希德勒布蘭，其後成為教宗額我略七世。
1049年，良九世（1049年－1054年）在位，在羅馬召開宗教會議，痛斥聖職買賣和僧人邪淫。同年，他又在蘭斯召開會議宣佈：凡不經教士與信徒選舉者，不得任教會領袖。在此背景下宏伯特曾著《反對買賣聖職三篇》(Three Books Against Sinoniacs)，或譯《反聖職買賣三書》。這部著作中，公然宣佈平信徒敘任聖職無效，而且特將平信徒敘任制加以攻擊。所謂平信徒敘任權即皇帝將戒指一枚，手杖一枝，賜予授任的主教，作為接任保證。

## 著名事蹟
1054年被教宗良九世派往君士坦丁堡，同行的還有教宗總理洛琳的腓勒德力，調解東西方教會因無酵餅而引起的爭論，宏伯特堂而皇之進入東羅馬的聖索非亞大教堂，發表一份將君士坦丁堡的宗主教以及坐在高祭壇上與宗主教團契的主教們都破門（也就是逐出教會）的敕書，之後便走出教堂，但君士坦丁堡牧首馬格爾·賽魯拉留斯等教士，直接把敕書燒了。
一般來說，此為東西教會大分裂。而君士坦丁堡方面則成立了正教會，俗稱東正教。
這互相的開除教籍一直要到1965年12月7日才由保祿六世及雅典那哥拉撤除。